# Al-Jabiya
Al-Jābiya in arabo ﺍﻟﺠﺎﺑﻴـة‎? è stata una cittadina del Golan, sita a circa 80 km a sud di Damasco, alle pendici del monte Hermon, che fu la principale sede della dinastia araba ghassanide fino alla conquista del bilād al-Shām (Siria geografica) da parte delle forze militari arabo-musulmane nel quarto decennio del VII secolo.
Caratterizzato dalla presenza di un monastero cristiano (dayr), nell'area le popolazioni nomadi usavano confluire a causa della presenza dell'acqua necessaria agli uomini e agli animali transumanti.
Nelle sue vicinanze ebbe luogo la battaglia campale decisiva del Yarmūk, tra le truppe islamiche di Khalid ibn al-Walid e quelle bizantine che, nelle fonti musulmane, si afferma fossero inutilmente comandate dallo stesso Imperatore Eraclio I (ma più probabilmente dal fratello).
Poco dopo, si dice che ad al-Jābiya il Califfo ʿUmar b. al-Khattāb pronunciasse un famoso discorso (la khutba al-Jābiya) in cui avrebbe annunciato l'istituzione del dīwān, ovverosia della prima amministrazione civile e militare della giovanissima Umma islamica.

## Il convegno di al-Jabiya
L'avvenimento però che tramandò maggiormente la memoria della cittadina avvenne dopo la precoce morte del Califfo omayyade sufyanide, Muʿāwiya II.
Nel momento infatti in cui sembrava prevalere per il califfato la figura di ʿAbd Allāh b. al-Zubayr, mentre a Kūfa aveva preso il potere l'alide al-Mukhtar, su pressante consiglio del Wali omayyade di Kufa, ʿUbayd Allāh b. Ziyād, Marwān ibn al-Hakam si decise a recarsi nel 684 ad al-Jābiya per un incontro con l'ampia famiglia omayyade, impaurita dalla concreta prospettiva di perdere ogni potere fino ad allora lucrato, da cui potesse uscire una nuova comune candidatura omayyade.
Dopo una lunga trattativa - cui, oltre a Marwān, prese in particolare parte il kalbita Ibn Baḥdal, suocero di Muʿāwiya II e nonno dei figli di costui, ancora troppo piccoli per essere candidati - il sayyid dei B. Judham, Rawḥ b. Zinbāʿ, propose che nuovo califfo diventasse Marwān, forse in considerazione dell'età avanzata che lo rendeva il candidato ideale a causa della legge non scritta del cosiddetto "seniorato", che tendeva a privilegiare nelle successioni il membro più anziano di un clan.
L'impegno assunto da Marwāan fu quello di trasmettere alla sua morte la carica califfale a Khālid, figlio di Muʿāwiya II, quando fosse diventato pubere e, in seconda battuta all'altro figlio del defunto califfo, ʿAmr al-Ashdaq. Il tutto fu sanzionato dalle nozze di Marwan con la vedova di Muʿāwiya II e madre dei due fanciulli.
Marwān non mantenne la parola data, favorendo il suo proprio figlio, il futuro Califfo ʿAbd al-Malik b. Marwān: motivo tra l'altro della successiva Battaglia di Marj Rāhit, in cui le forze mudarite ostili ad ʿAbd al-Malik b. Marwān furono sgominate.